# Hematocriet
| Esculaap |  | Neem het voorbehoud bij medische informatie in acht. Raadpleeg bij gezondheidsklachten een arts. |

De hematocriet wordt bepaald na centrifugeren in een buisje.

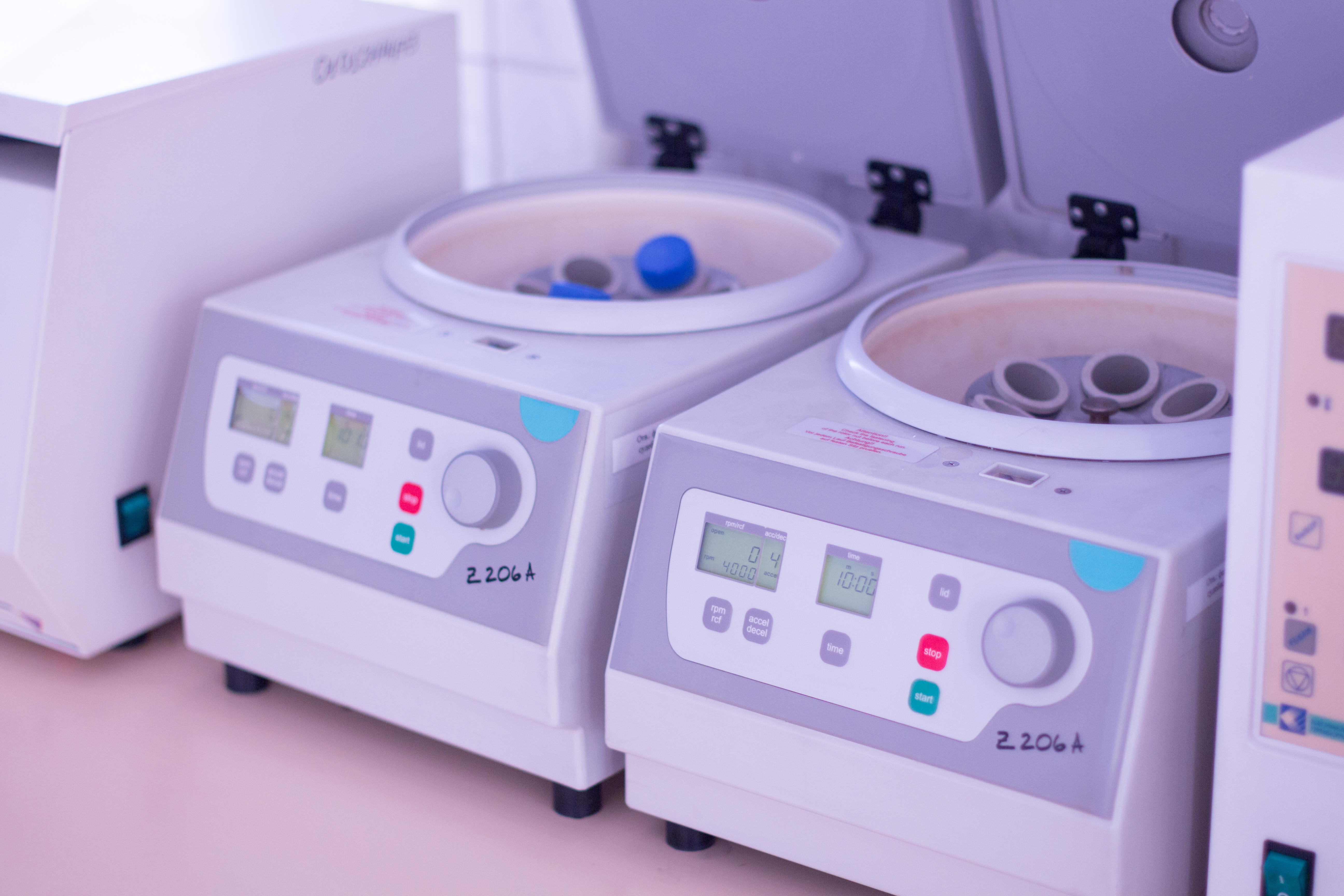
Bloedcentrifuges in laboratorium

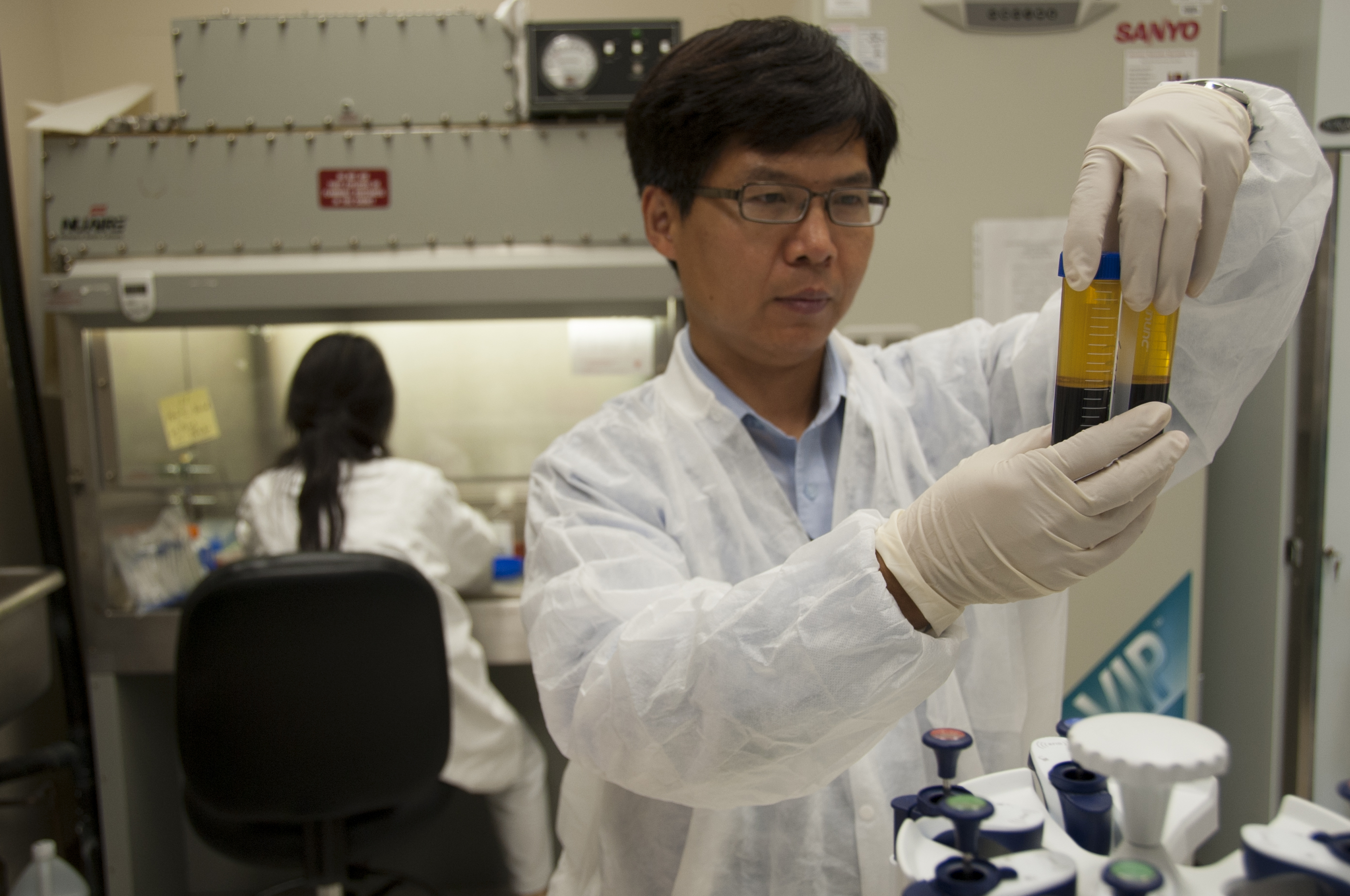
Bloedonderzoek: visuele inspectie buisjes met bloed na centrifuge bij de Amerikaanse Food and Drug Administration

Handcentrifuge voor analyse van bloed in reageerbuisjes, Guinee-Bissau, 1973

Hematocriet (afkorting: HT of HCT) of de hematocrietwaarde (van Oudgrieks αἷμα (haima), 'bloed') is de waarde voor de hoeveelheid rode bloedcellen (erytrocyten) in verhouding tot de rest van het bloed. Het volume van het bloed dat door de rode bloedcellen wordt ingenomen, wordt met deze waarde weergegeven als een fractie van het totale bloedvolume. De hematocriet wordt bepaald door bij een persoon bloed af te nemen en dat in een buisje te centrifugeren. Onderin verzamelen zich dan de rode bloedcellen, daarbovenop de witte bloedcellen (leukocyten) en boven in de buis het plasma.

## Referentiewaarden
Referentiewaarden in liter, per liter bloed:
- Mannen: 0,41 - 0,51 L/L
- Vrouwen: 0,36 - 0,46 L/L

Zowel zeer hoge als zeer lage hematocrietwaarden brengen gezondheidsrisico's met zich mee. Als mensen een zeer lage hematocriet hebben, lijden ze aan bloedarmoede (anemie), wat kan komen door onder andere een ziekte als leukemie of een te hoge afbraak van erytrocyten. Mensen met een zeer hoge hematocriet (polycythemie) hebben stroperiger (viskeus) bloed waardoor er meer risico's zijn op hart- en vaatziekten. Ook door uitdroging, veroorzaakt door te weinig vochtopname of een te sterke aanmaak van erytrocyten in het beenmerg, kan een verhoogde hematocriet optreden.
De normale hematocrietwaarde van vrouwen in de vruchtbare leeftijd is lager dan die van mannen, omdat vrouwen met de menstruatie ijzer verliezen.
Mensen die op grote hoogte leven, zoals Nepalezen of Bolivianen, hebben van nature een veel hogere hematocrietwaarde dan laaglanders.

## Hoogtetraining
Op grote hoogte is de zuurstofdruk van de lucht lager, daardoor komt er minder zuurstof in het bloed. De zuurstofopname gaat voor elke 1.000 meter hoogte met ongeveer 7 procent  achteruit. De nieren geven dan meer erytropoëtine (epo) af die het beenmerg stimuleren om meer rode bloedcellen te maken. Daardoor stijgt de hematocriet. Voor mensen die niet op grote hoogte wonen, kan hoogtetraining plaatsvinden om fysiologisch goed te kunnen presteren, op grote hoogte en op zeeniveau. Er zijn meerdere methoden; er kan getraind worden op hoogte (of simulatie), geleefd wordt op hoogte (of simulatie) of een combinatie hiervan. De klassieke methode is op hoogte te verblijven en daar te trainen, living high, training high (LHTH), maar de resultaten van LHTH stonden in de medische wetenschap ter discussie. Dit omdat op hoogte het ademhalingssysteem sterk belast wordt en het systeem van spieren en aansturing veel minder. Door dit gebrek aan uitdaging is het effect van deze manier van training klein. Vandaar dat het principe ontwikkeld is om op hoogte te verblijven, maar lager te trainen, living high, training low (LHTL), waardoor wel optimaal getraind kan worden en ook aanpassingen in het epo systeem gemeten zijn. Een derde methode is verblijf op zeeniveau, en (gesimuleerd) trainen op hoogte, live low train high (LLTH).

## Doping
De hematocriet wordt op kunstmatige wijze verhoogd door injectie van erytropoëtine (epo). Bij het wielrennen en enkele andere sporten wordt een startverbod opgelegd met een te hoge hematocriet. De grens is daarbij 0,50, maar voor sporters die van nature een hoge hematocriet hebben geldt een uitzondering. Dit startverbod is formeel niet bedoeld als schorsing, maar voor de eigen gezondheid van de sport(st)er. Een te hoge hematocriet leidt namelijk tot dik en stroperig bloed, waardoor verstoppingen in haarvaten (met alle gevolgen van dien) kunnen ontstaan. Het is echter wel ontstaan als methode om het gebruik van epo tegen te gaan in de tijd dat het middel al wel als doping bekend was, maar nog niet opgespoord kon worden.